# Mikołaj Dramiński
Mikołaj Dramiński herbu Suchekomnaty (zm. przed 19 sierpnia 1682 roku) – chorąży horodelski od 1658 roku,  sędzia deputat wojewódzki bełski w konfederacji gołąbskiej.
Był elektorem Jana III Sobieskiego z województwa bełskiego w 1674 roku.